# Абрам, Эма
Эма (Эмма) Абрам (словен. Ema Abram; 12 мая 1876, Триест — 13 июля 1967, там же) — словенская художница.

## Биография
Родилась в семье Франца Абрама в 1876 году, став младшей сестрой Йосипа Абрама. Получив начальное образование, она продолжила обучение в художественной мастерской Маройи Боллариньи. В 1922 году она отправилась учиться в Мюнхенскую академию художеств на кафедру профессора Ханса Хофмана. Будучи членом Общества профессиональных художников она участвовала в выставках в Триесте, Мюнхене и Гориции. Она занималась написанием натюрмортов, портретов стариков и пейзажей. Также её кисти принадлежат фрагменты фрески в виде карты, находящейся в Музее Револтелла.